# Fabian Dammermann
Fabian Dammermann (19 de octubre de 1997) es un deportista de Alemania que compite en atletismo. Ganó una medalla de oro en el Campeonato Europeo de Atletismo Sub-23 de 2019, en la prueba de 4 × 400 m.